# Безансонский собор (444)
Безансонский собор — поместный собор, проведённый в 444 году.
Безансонский церковный собор, проведённый в 444 году, был собран под председательством путешествовавшего по стране архиепископа Арля Илария. Количество участников синода неизвестно. Поводом для его организации послужило рассмотрение дела епископа Безансонского Хелидония, женатого на вдове. Соборным решением Хелидоний был лишён своего поста. По мнению С. А. Предтеченского, причиной применения такой жесткой меры могли послужить не действительные упущения епископа, а поступающие на него жалобы. Однако затем Хелидоний был восстановлен в сане римским папой Львом I. Таким образом, по оценке В. В. Солодовникова, верховный понтифик, активно вмешиваясь в дела франкской церкви, пытался сдерживать амбициозность «явного лидера галльского соборного движения» Илария, являвшегося ревностным борцом за независимость. Лев I в том числе осудил что арльский архиепископ созвал синод в чужой провинции.